# Académie d'innovation pour les microsatellites
L'Académie d'innovation pour les microsatellites de l'Académie chinoise des sciences (chinois : 中国科学院微小卫星创新研究院 ; pinyin : Zhōngguó kēxuéyuàn wéixiǎo wèixīng chuàngxīn yán jiù yuàn ; anglais : Innovation Academy for Microsatellites), parfois abrégé en IAMCAS ou IAMC et utilisant la marque microsat, est un constructeur de satellites et un institut de recherche dépendant de l'Académie Chinoise des Sciences (CAS).

## Produits
Microsat est notamment le constructeur des satellites Dark Matter Particle Explorer (DAMPE), Quantum Experiment satellite at Space Scale (QUESS), et des satellites de géopositionnement Beidou de dernière génération. En octobre 2024 la société est retenu par l'Agence chinoise des vols spatiaux habités (CMSA) pour son vaisseau cargo Qingzhou (véhicule spatial) afin de ravitaillement la station spatiale Tiangong.

## Installations
Le siège est basé à Lingang dans la banlieue de Shanghai, et inclut également des campus à Zhangjiang et à Songjiang. L'organisation emploie environ 700 personnes.